# فرضیه گایا

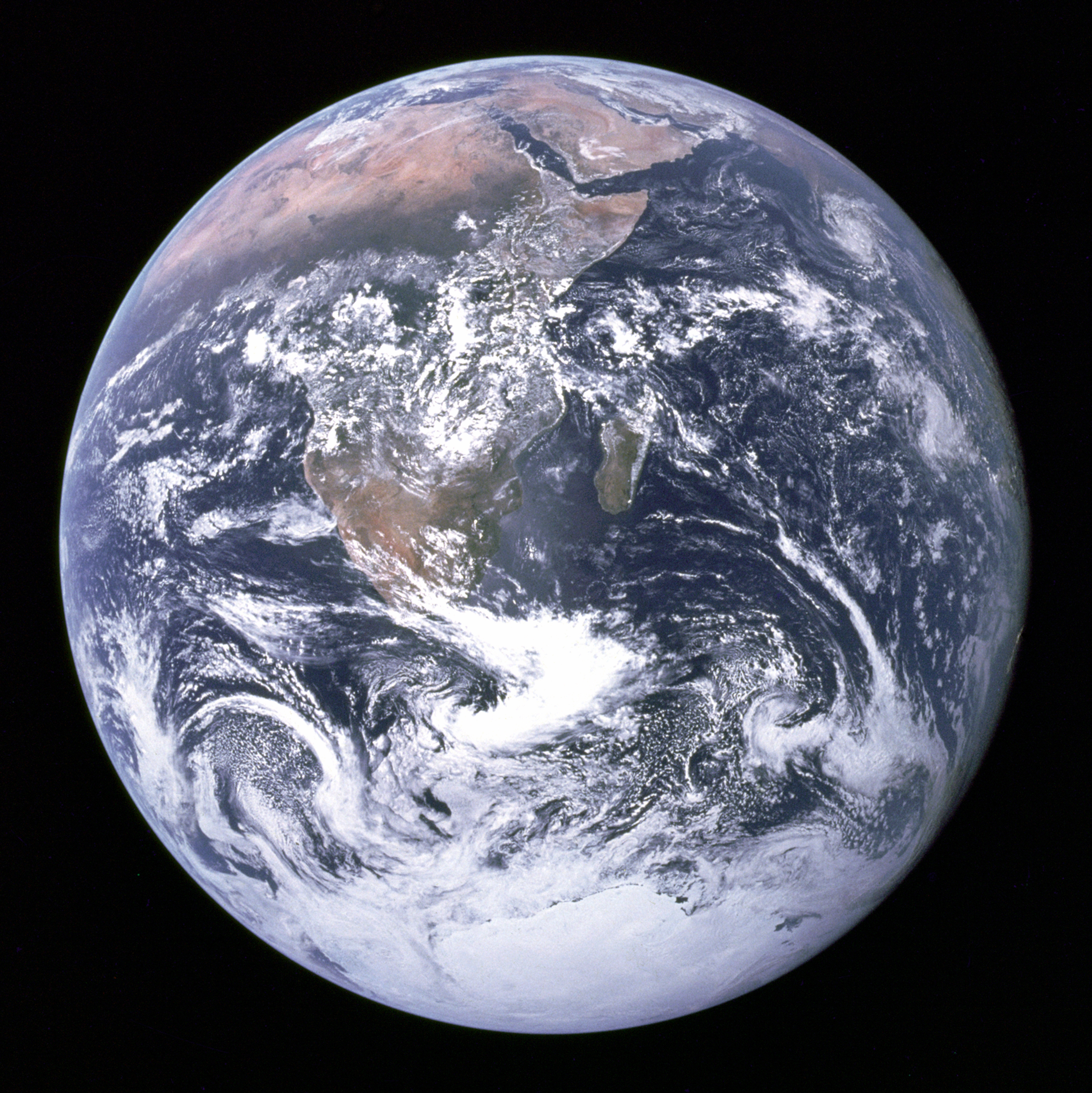
مطالعهٔ محیط‌زیست سیارهٔ زمین بخشی از دانشی است که شرایط زمین را بررسی می‌کند، زمین تنها سیارهٔ شناخته‌شده‌ای است که حیات بر روی آن جریان دارد.

فرضیهٔ گایا (به انگلیسی: Gaia hypothesis) ادعا می‌کند که سیارهٔ زمین مانند یک درخت، دارای حیات است. این فرضیه در سال ۱۹۶۵ توسط جیمز لاولاک دانشمند انگلیسی مطرح شد.
فرضیهٔ گایا در واقع مجموعه‌ای از فرضیه‌هاست. نخستین آن‌ها می‌گوید که حیات بر محیط‌زیست زمین آثار عمده‌ای می‌گذارد. فرضیهٔ گایا در سطح بعد تأکید می‌کند که آثار حیات در جهت بهبود محیط برای خود حیات است. مورد سوم می‌گوید که گایا به‌طور عمده و آگاهانه کنترل محیط‌زیست کرهٔ زمین را در اختیار می‌گیرد؛ بنابراین به نظر می‌رسد که وجود پس‌خورهای مثبت و منفی که در اقیانوس‌ها و اتمسفر عمل می‌کنند برای توجیه سازوکارهایی که حیات اثر خود را از طریق آن بر محیط می‌گذارد کافی باشد.
گایا زمین را به عنوان یک ابر موجود زنده معرفی نموده‌است. چرخهٔ مواد غذایی حاصل از خاک و سنگ که بر اثر جویبارها و رودخانه‌ها به جریان می‌افتد را به گردش خون در بدن جانوران تشبیه می‌کند. در این تشبیه رودخانه‌ها در حکم رگ‌ها، جنگل در حکم ریه و اقیانوس به مثابهٔ قلب زمین است.
برطبق همین نظریه تمام موجودات زنده دارای یک سیستم عصبی می‌باشند. کرهٔ زمین نیز دارای چنین سیستم عصبی می‌باشد که به آن شبکهٔ مغناطیسی می‌گویند که هم از درون خود و هم از طریق کیهان دائماً شارژ می‌گردد. خاک زمین که دارای خاصیت رسانایی حاصل از گازها، فلزات، کریستال‌های معدنی و الکترولیت‌ها می‌باشد، دائماً شبیه به یک میدان الکتریکی شارژ و دشارژ می‌گردد. مواد معدنی به‌طور طبیعی هادی جریان هستند. خاصیت یونی این کریستال‌های معدنی حرکات آب و گردش آن را در زیر و روی زمین به وجود می‌آورد. باران، امواج دریاها، آبشارها و رودخانه‌ها و … در مدارهای الکتریکی در زیر و روی زمین حرکت می‌کنند.

## پیشینه
تا پیش از مطرح شدن فرضیه گایا، دیدگاه متعارف زیست شناسان (به عنوان طبیعت شناسان عصر جدید) برای تبیین فرایند شکل‌گیری و تحول حیات در سیاره ما، مبتنی بر نظریه ای بود که ریشه در قرن نوزدهم داشت، یعنی نظریه تحول داروینی. بر اساس این نظریه که توسط چارلز داروین، طبیعت‌شناس مشهور انگلیسی مطرح شده بود، حیات و موجودات زنده، خود را با شرایط محیطی سیاره‌ای که در آن بسر می‌برند، تطبیق می‌دهند. به عبارت دیگر، در این دیدگاه، موجودات زنده، در تعامل با سیاره خود، صرفاً تأثیرپذیر هستند. اما گایا، دیدگاه کاملاً جدید و گسترده‌تری را مطرح نمود.
بر اساس گایا، موجودات زنده فقط جزئی از یک فرایند کلی‌تر «حیات» در سیاره ما هستند. به عبارتی، این «کل سیاره زمین» است که زنده محسوب می‌شود و هریک از موجودات، در واقع همانند سلول‌های این موجود زنده هستند. بدین ترتیب، نه تنها موجودات از محیط سیاره خود تأثیر می‌پذیرند (نظریه داروین) بلکه بر این محیط نیز به گونه‌ای تأثیر می‌گذارند.
لاولاک اولین نظریاتش را در مورد «سیاره زنده» در ۱۹۶۵ منتشر نمود و سعی کرد تا بر مبنای نظریه گایا، ترکیبات اتمسفری موجود زمین و علت عدم ازبین رفتن اکسیژن آزاد در جو را (که برای استمرار حیات زمین ضروری است) توضیح دهد. وی بر همین مبنا، حتی طرحی را برای جستجوی حیات در سایر سیارات ارائه نمود.
در ۱۹۷۰ بود که لاولاک، همکاری خود را با زیست‌شناسی به نام لین مارگولیس آغاز نمود. مارگولیس که از محققان دانشگاه بوستون بود به نظریه گایا علاقه‌مند شده بود. وی معتقد بود که احتمالاً میکروارگانیسم‌هایی نظیر باکتریها، در طی میلیون‌ها سال گذشته، نقش مهمی در تعامل حیات با سیاره ما ایفا کرده‌اند و بنابراین، مطالعه بر روی آنها، شواهد بیشتری را برای تأیید صحت نظریه گایا بدست خواهد داد.
بر مبنای همین مطالعه بود که لاولاک توانست اولین پیش‌بینی خود را بر اساس نظریه گایا مطرح کند. این پیش‌بینی مربوط به ترکیبات گوگرد (سولفور) بود که عنصری حیاتی برای ارگانیزم‌های زنده محسوب می‌شود. در آن زمان همه می‌دانستند که ترکیبات سولفات (اکسید گوگرد) توسط باران از خاک شسته شده و در اقیانوس‌ها جمع می‌شود. اما بر اساس گایا، باید سیاره ما به گونه‌ای عمل کند که با بازگرداندن این عنصر مهم به خاک، استمرار حیات را تضمین نماید. لاولاک معتقد بود که این عمل باید توسط باکتری‌هایی انجام شود که در اقیانوس‌ها زندگی می‌کنند.
بدین ترتیب، لاولاک برای اثبات صحت پیش‌بینی خود، یک سفر دریایی تحقیقاتی را آغاز نمود و همین سفر بود که منجر به دیدگاه جدید علم نسبت به «چرخه گوگرد» در زمین شد. لاولاک کشف کرد که تجزیه جلبک‌های دریایی توسط باکتری‌ها در اقیانوس‌ها منجر به آزاد شدن گازی به نام «دی متیل سولفید» می‌گردد.
این گاز، نقش مهمی را در شکل‌گیری ابرها در آسمان ایفا می‌کند. بدین ترتیب و با بارش ابرها، سولفور دوباره به خاک بازمی‌گردد تا موجودات خشکی بتوانند از آن استفاده کنند. از سوی دیگر، همین بارش، منجر به شستن مواد معدنی از خاک و انتقال آن به اقیانوس‌ها نیز می‌شود که این خود، تغذیه جلبک‌های دریایی را تأمین می‌کند. این کشف، در واقع تأیید محکمی بود بر صحت نظریه گایا و به خوبی نشان داد که موجودات زنده در زمین، تنها تحت تأثیر محیط پیرامون خود نیستند بلکه بر محیط نیز تأثیر می‌گذارند.
این تلاش‌ها نهایتاً از اواخر دهه، ۱۹۷۰ جای نظریه گایا را به عنوان یک نظریه علمی در میان دانشمندان جهان باز کرد.